# مهیار خضور
مهیار خضور بازیگری سوری است که در تاریخ (۱۰ اکتبر ۱۹۸۳) زاده شد. او که فارغ‌التحصیل دانشکده هنرهای نمایشی شهر دمشق است تا کنون در چندین سریال من‌جمله سریال مشهور باب الحاره حضور داشته است.